# 2892 Filipenko
Filipenko (asteroide 2892) é um asteroide da cintura principal com um diâmetro de 56,13 quilómetros, a 2,4907976 UA. Possui uma excentricidade de 0,2135185 e um período orbital de 2 058,58 dias (5,64 anos).
Filipenko tem uma velocidade orbital média de 16,73662141 km/s e uma inclinação de 16,91415º.
Este asteroide foi descoberto em 13 de janeiro de 1983 por Lyudmila Karachkina.